# Alpinacris tumidicauda
Alpinacris tumidicauda is een rechtvleugelig insect uit de familie veldsprinkhanen (Acrididae). De wetenschappelijke naam van deze soort is voor het eerst geldig gepubliceerd in 1967 door Bigelow.